# Loop – The Ring III
Loop – The Ring III (jap. ループ, Rūpu) ist ein Roman von Kōji Suzuki aus dem Jahr 1998. Er ist der dritte und letzte Teil der Ring-Trilogie. In dem Roman geht es um eine virtuelle Realität, aus der ein mysteriöses Virus in die wirkliche Welt gelangt. Das Buch schlägt im Vergleich zu den Vorgängerbänden eine völlig neue Richtung ein. Die Ereignisse überschneiden sich am Ende mit denen von Spiral.

## Inhaltsangabe
In naher Zukunft: Die Menschheit sieht sich mit einem neuen Virus konfrontiert, dem so genannten „Metastatic Human Cancer Virus (MHCV)“. Dieses wird durch Speichel, Sperma oder Blut übertragen und löst im Körper Metastasen aus. Eine Heilung ist bisher unmöglich. Während eines Besuchs im Krankenhaus lernt der 20-jährige Medizinstudent Kaoru Futami, dessen Vater mit dem Virus infiziert ist, Reiko Sugihara und ihren zehnjährigen Sohn Ryuji kennen. Die beiden sind ebenfalls mit dem MHCV infiziert. Kaoru beginnt eine Liebesbeziehung mit der jungen Mutter (obwohl er damit selbst Opfer der tückischen Krankheit werden könnte). Doch als Ryuji von dieser Beziehung erfährt, fühlt er sich von seiner Mutter betrogen und begeht Selbstmord. Reiko plagen von nun an ebenfalls Selbstmordgedanken, zumal sie mittlerweile von Kaoru schwanger ist und das Kind auch das Virus in sich tragen wird. Kaoru überredet sie jedoch, noch zwei Monate am Leben zu bleiben, damit er ein Heilmittel finden kann.
Kurz darauf erzählt sein Vater ihm von einem wissenschaftlichen Projekt, der so genannten „Loop“. Diese war eine Computersimulation, welche die Evolution nachvollziehen sollte. Das Projekt musste jedoch vor 20 Jahren eingestellt werden, da infolge eines Virus innerhalb der Loop die Simulation verkrebste. Statt einer Vielzahl von Lebewesen gab es nur noch eine einzige Art. Als Kaoru sich später mit dem MHCV beschäftigt, keimt der Verdacht in ihm auf, dass es sich um den Loop-Virus handeln könnte, der in die Realität gelangt ist. Doch alle Wissenschaftler des Projektes, die ihm darüber Auskunft geben könnten, sind dem MHCV zum Opfer gefallen. Nur Kenneth Rothman scheint helfen zu können. Um ihn aufzuspüren, reist Kaoru schließlich in die USA.
Dort angekommen gelingt es ihm zwar, Kenneth Rothman in einer Geisterstadt aufzuspüren, muss jedoch feststellen, dass auch dieser mittlerweile an Krebs gestorben ist. Dafür findet er eine Datenbrille, die ihm Zugriff auf die Aufzeichnungen der Loop gestattet. Die erste Aufzeichnung, die er mitverfolgt, ist das Leben eines Indianers, der vor langer Zeit in dieser Gegend mit seinem Stamm umherzog. Kurz darauf nutzt er diese Datenbrille erneut, um über die Ursprünge des Virus informiert zu werden, der zum Ende der Loop führte. Auf diese Weise erfährt er von den Ereignissen von The Ring und Spiral – The Ring II und somit auch von dem Ring-Virus. Dabei entdeckt er, dass Ryuji Takayama, der in Ereignisse um das mysteriöse Videoband verwickelt war, kurz vor seinem Tod begriff, dass er nur Teil einer Simulation ist. Mithilfe des Videos gelingt es ihm, außerhalb der Loop anzurufen und um Hilfe zu bitten. In Kaoru keimt ein schrecklicher Verdacht auf: Ist es den Wissenschaftlern des Projekts gelungen, Takayama aus der Loop zu holen? Ist der MHCV eine mutierte Version des Ring-Virus?
Da er keine andere Möglichkeit sieht, bricht er schließlich nach Westen auf, die Richtung, die auch die Indianer in der Loop nutzten. In einer Schlucht wird er von einem plötzlichen Regenschauer überrascht und kann nur knapp von einem plötzlich auftauchenden Hubschrauber gerettet werden. Völlig unterkühlt und geschwächt wird er in eine unterirdische Anlage gebracht, wo er auf Christoph Eliott trifft, dem Schöpfer der Loop. Von ihm erfährt Kaoru endlich die Wahrheit: Tatsächlich ist es den Wissenschaftlern gelungen, Takayama in der realen Welt zu replizieren. Auf diese Weise gelangte jedoch auch der Ring-Virus in diese Welt, der zum MHCV mutierte. Der einzige, der immun gegen diese Krankheit ist, ist Takayamas Klon, der auf diese Weise zum Schlüssel zur Rettung der Menschheit wird. Der Name des Klons: Kaoru Futami.
Kaoru muss seinen Körper mit einer neuen Anlage, dem so genannten Neucap, scannen lassen, damit aus diesen Daten ein Heilmittel hergestellt werden kann. Zudem muss er jedoch verhindern, dass sich der Ring-Virus in der Loop ausbreitet und die Spezies Sadako Yamamura alle anderen Gattungen verdrängt. Nur so kann sichergestellt werden, dass der MHCV besiegt werden kann. Der Scan zerstört seinen Körper in der wirklichen Welt und er wird als Ryuji Takayama in der neugestarteten Loop wiedergeboren. Dort, wo er mit gottgleicher Macht ausgestattet ist, macht er sich an die Rettung beider Welten.

## Titel
Loop bezieht sich in erster Linie auf eine Frage, die während des ganzen Buches gestellt wird. Wenn es möglich ist, eine digitale Welt zu erschaffen, die den Wesen innerhalb dieser Welt völlig real vorkommt, ist es dann nicht auch möglich, dass unsere Realität nicht auch nur eine Simulation ist? Christoph Eliott sagt im Buch einmal: „Atome gleichen in ihrem Aufbau exakt unserem Sonnensystem, jedes Atom und jedes Elementarteilchen bildet für sich ein unvorstellbar kleines Universum. Das ist der Kreislauf, das Rad des Lebens – alles gleicht sich, alles kehrt wieder. Daher auch der Programmname Loop, die ,Schleife‘, die für das immer wiederkehrende steht.“